# Розен, Андрей Фёдорович (обер-гофмейстер)
Барон Андре́й Фёдорович Ро́зен (1803—1879) — русский обер-гофмейстер из рода баронов Розен.

## Биография
Происходил из дворян Эстляндской губернии; родился 21 сентября (3 октября) 1803 года в семье коллежского советника барона Федора Андреевича Розена (1769—1837) и Юлии Федоровны, урожденной Толь. Эта ветвь баронского рода Розен (герба Роз белых) происходила от Богуслава Розен (1572—1658), губернатора Ямбурга и Копорья, возведённого в шведское дворянское достоинство в 1618 году.
В службе с 1818 года, обучался в Императорском Дерптском университете, но не окончив курса поступил юнкером в Гродненский гусарский полк. В 1819 году произведён в корнеты. В 1820 году произведён в поручики гвардии и переведён в Уланский Его Величества лейб-гвардии полк. В 1825 году произведён в штабс-ротмистры гвардии. В 1830 году произведён в ротмистры гвардии и участвовал в усмирении Польского восстания. За участие в этой компании был награждён орденом Святого Владимира 4-й степени с мечами. В 1834 году произведён в подполковники с назначением состоять при Комиссариатском департаменте Военного министерства. В 1835 году произведён в полковники и снова перевёлся в Уланский Его Величества лейб-гвардии полк. В 1838 году вышел в отставку.
С 1838 года на гражданской службе в чине коллежского советника с причислением к Почтовому департаменту. В 1844 году произведён в статские советники. В 1847 году пожалован в звание камергера Высочайшего двора с повелением состоять при великой княгине Елене Павловне.
В 1849 году произведен в действительные статские советники и был причислен к Департаменту уделов. В 1856 году назначен шталмейстером и членом Комитета Государственного коннозаводства. В 1867 году пожалован званием обер-гофмейстера а в 1872 году избран почётным мировым судьёй. На 1978 год находился в числе первых чинов Императорского двора.
Умер 19 (31) декабря 1879 года в Санкт-Петербурге и похоронен на Волковом лютеранском кладбище.

## Награды
Был награждён всеми российскими орденами вплоть до ордена Святого Александра Невского пожалованного ему 8 апреля 1873 года.

## Семья
Был женат на Елизавете Николаевне (Елизавете-Луизе) Розеншильд-Паулин (1818—1900), дочери камергера Веймарского Двора Н. Н. Розеншильд-Паулина.